# ROKS Jinhae
Le ROKS Jinhae (PCC-766) est une corvette de classe Pohang de la Marine de la république de Corée.

## Historique
La classe Pohang est une série de corvettes construites par différentes entreprises de construction navale sud-coréennes. La classe se compose de 24 navires et certains, après leur déclassement, ont été vendus ou donnés à d'autres pays. Il existe cinq types différents dans la classe, du lot II au lot VI.
Le ROKS Jinhae a été construit par Hanjin Heavy Industries à Busan et lancé le 18 mars 1987. Le navire a été mis en service le 30 septembre 1988 et désarmé le 27 décembre 2017,.

## Galerie

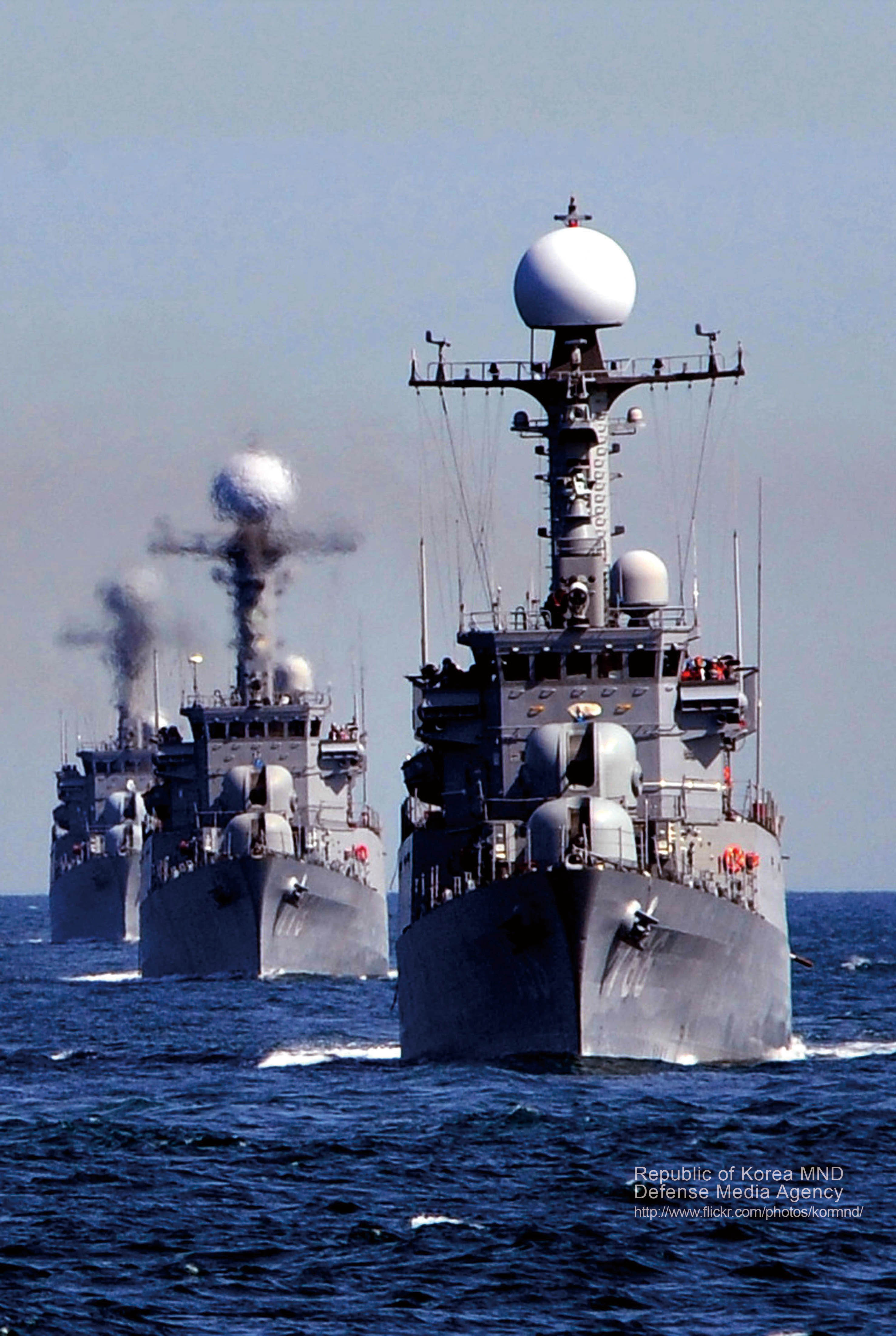
Le ROKS Jinhae le 27 mai 2010.
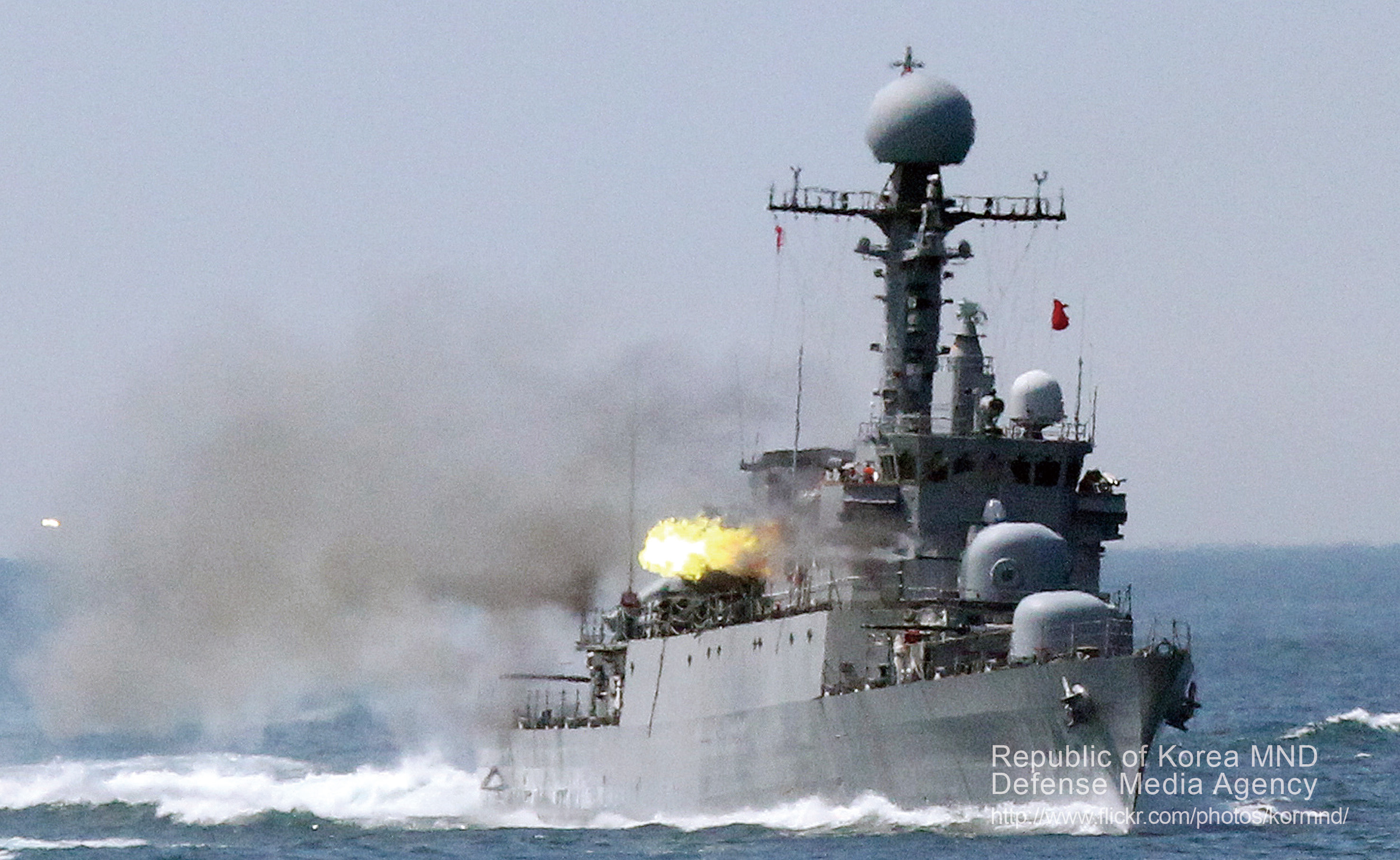
Le ROKS Jinhae le 27 mai 2010.
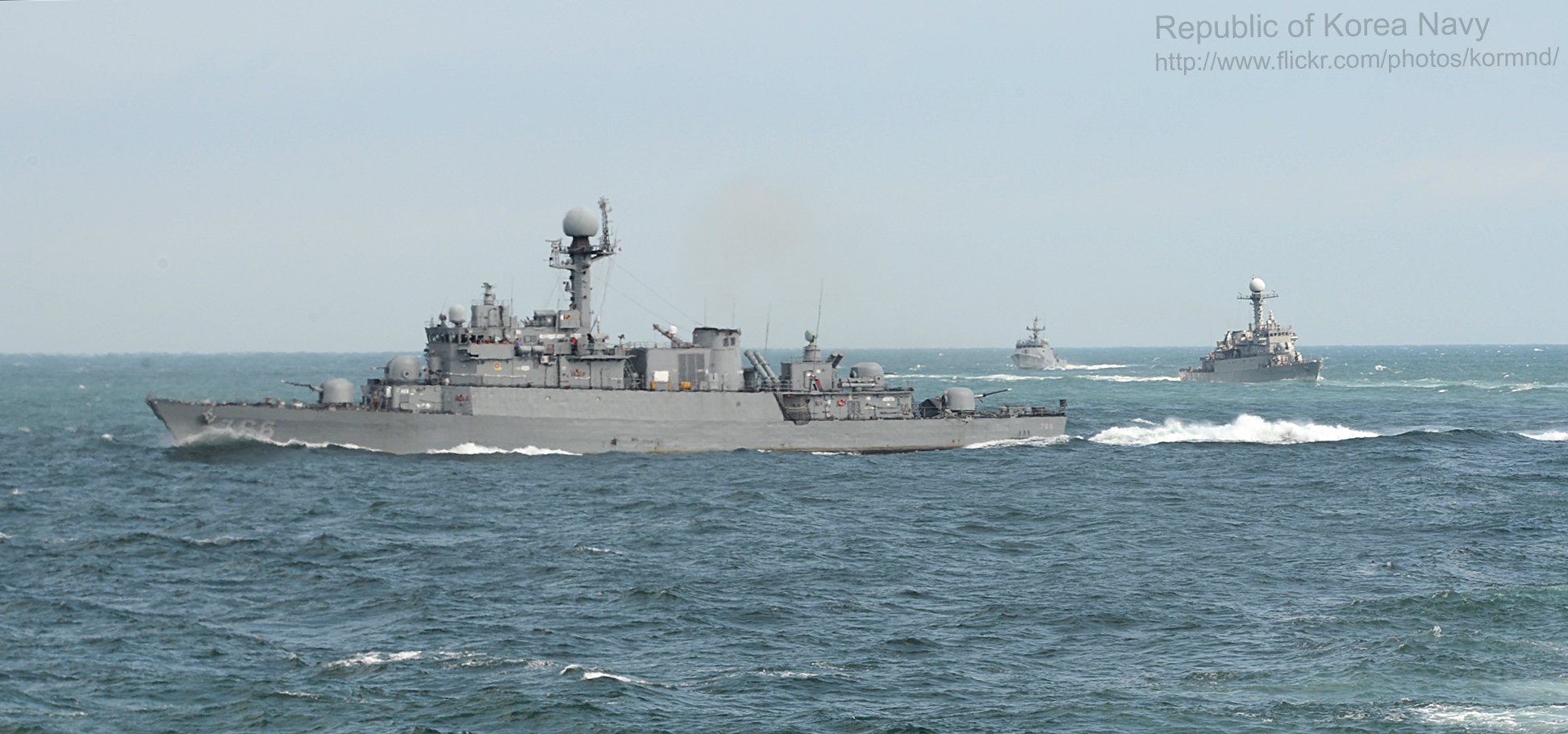
Le ROKS Jinhae le 2 octobre 2012.
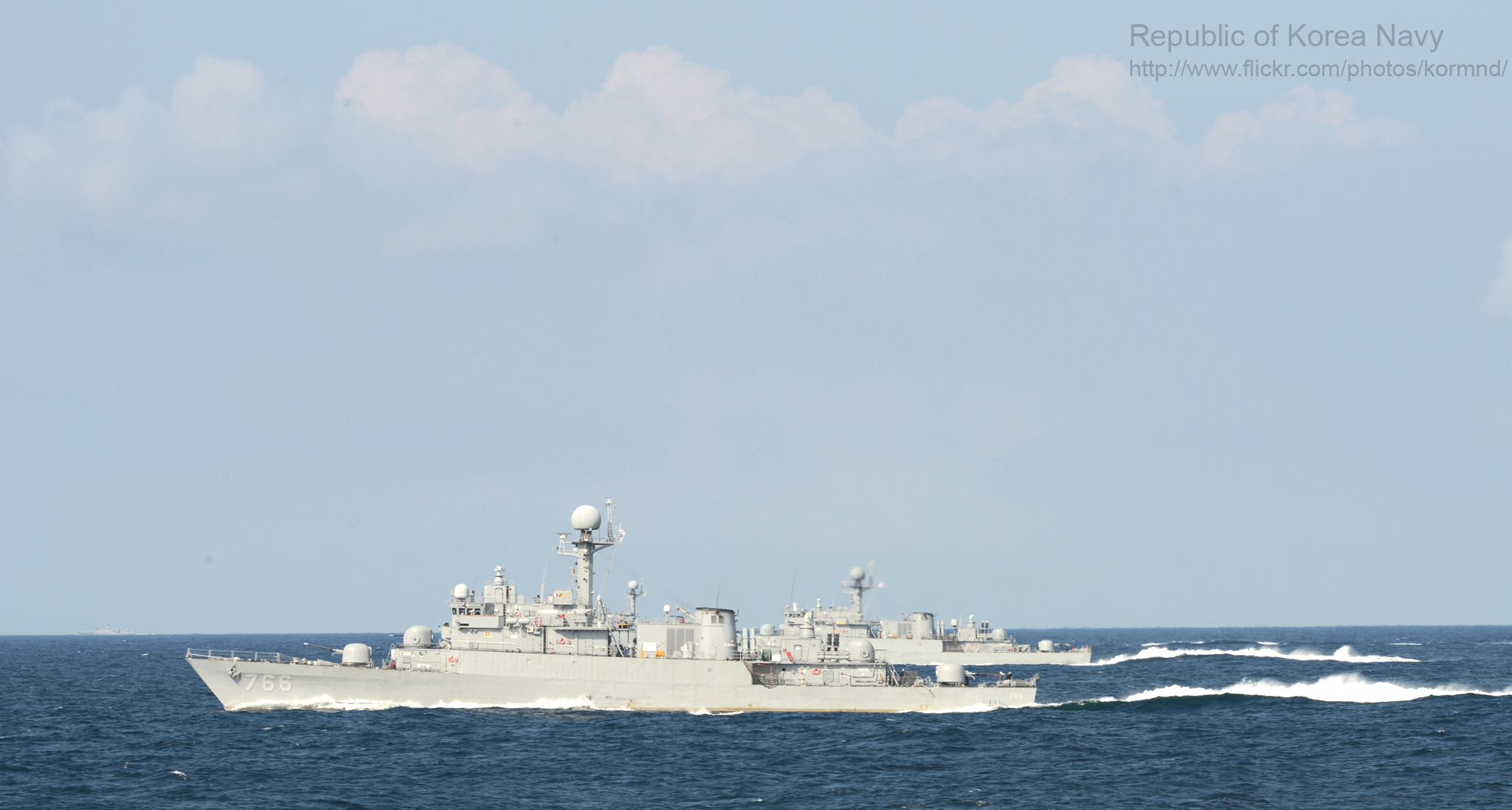
Le ROKS Jinhae le 2 octobre 2012.
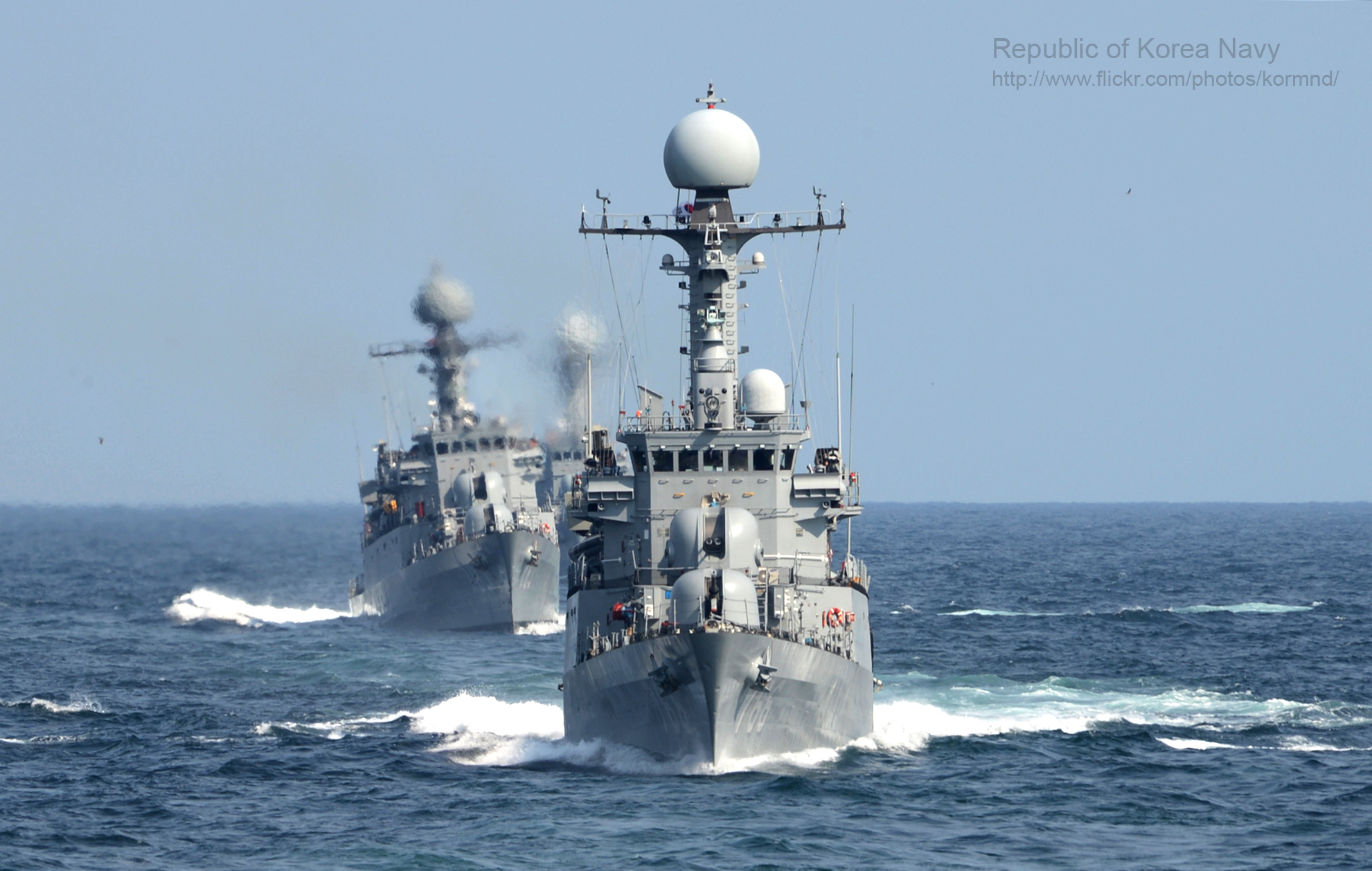
Le ROKS Jinhae le 2 octobre 2012.
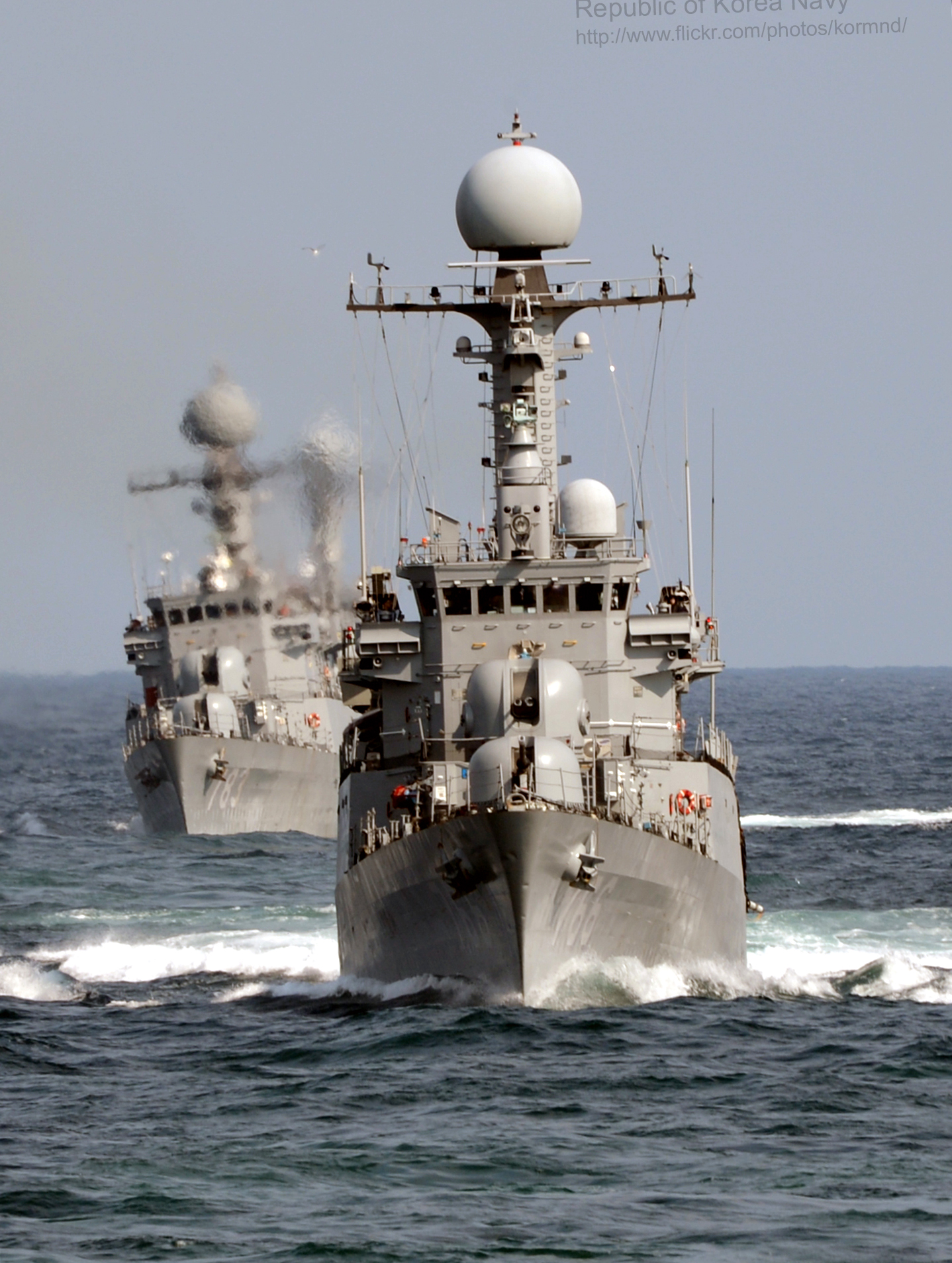
ROKS Jinhae le 2 octobre 2012.